# Xin Yunlai
Xin Yunlai (chino= 辛云来), es un actor chino.

## Carrera
Es miembro de la agencia "Beijing Enlight Media".
El 14 de diciembre del 2019 se unió al elenco principal de la serie Dreaming Back to the Qing Dynasty (梦回大清) donde interpretó al Príncipe Aisin Gioro Yinti, el 14.º. hijo del Emperador Kangxi (Liu Jun), hasta el final de la serie el 23 de enero del 2020.
El 29 de junio de 2020 se unió al elenco principal de la serie Don't Lie To Your Lover (también conocida como "Mr Honesty") donde dio vida a Fang Zhiyou, el CEO de una compañía de arquitectura, hasta el final de la serie el 13 de julio del mismo año.
En 2021 se unirá al elenco de la serie Ling Long donde interpretará a Yin Xiao.

## Filmografía

### Series de televisión
| Año             | Título                            | Personaje                  | Notas        |
| --------------- | --------------------------------- | -------------------------- | ------------ |
| 2021 - presente | Ling Long                         | Yin Xiao                   |              |
| 2020            | Don't Lie To Your Lover           | Fang Zhiyou                | 31 episodios |
| 2019 - 2020     | Dreaming Back to the Qing Dynasty | Príncipe Aisin Gioro Yinti | 40 episodios |
| 2019            | Waiting For You In The Future     | Chen Tong                  | [ 7 ]        |

### Películas
| Año  | Título             | Personaje     | Notas                                                             |
| ---- | ------------------ | ------------- | ----------------------------------------------------------------- |
| 2021 | Unrequited Love    | Sheng Huainan | junto a Zhang Xueying, Wu Jiacheng y Li Ximeng                    |
| 2021 | Five Water Boys    | -             |                                                                   |
| 2018 | Cry Me a Sad River | Gu Senxi      | junto a Ren Min, Zhao Yingbo, Zhu Danni, Zhang Ruonan y Vivian Wu |

### Eventos
| Año  | Título                                          | Notas                        |
| ---- | ----------------------------------------------- | ---------------------------- |
| 2019 | TV Dramas Awards 2019                           |                              |
| 2019 | Tencent Video All Star Awards 2019              | junto a Wang Anyu y Li Landi |
| 2019 | 7th. Anniversary Ceremony of OK! Magazine Event | en Beijing                   |